# 인간거주공학
인간거주공학, 인간거주학, 거주학, 에키스틱스(ekistics)은 지역, 도시, 지역 사회 계획 및 주거 디자인을 포함한 인간 정착의 과학이다. 주요 동기는 점점 더 크고 복잡한 연담도시의 출현으로 심지어 세계적 도시까지 발전하게 되었다. 이 연구는 지리학, 생태학, 인간 심리학, 인류학, 문화, 정치, 때로는 미학에 특히 관심을 두고 모든 종류의 인간 정착을 포함한다.
과학적 연구 방식인 인간거주공학은 현재 자연, 인류, 사회, 껍질, 네트워크 등 5가지 인간거주공학적 요소 또는 원리로 구성된 통계와 설명에 의존하고 있다. 이는 일반적으로 도시 계획보다 더 과학적인 분야이며, 덜 제한적인 건축 이론 분야와 상당히 중복된다.
정착지 주민과 물리적, 사회 문화적 환경 간의 조화를 달성하기 위한 결론이 도출된다.

## 같이 보기
- 생태건축학
- 연담도시화
- 세계도시
- 메가시티
- 메갈로폴리스
- 도시권
- 퍼머컬처